# 全体
全体（ぜんたい）とは、ある特定の事物を残らず集め、何も欠けていないその事物のこと。全部、総体、全てともいう。

## ホーリズム
全体は部分や要素に還元できない独自の原理を持つため、全体それ自身の原理的な考察が必要であるとする考え方をホーリズム（全体論）といい、還元主義と対立する。この考え方は原子から人間社会に至るまで様々な場合で成り立つ（ただし、数学の集合だけは例外で、ある要素および部分集合のみに注目したときの下の集まりを全体集合といい、要素の総和であるという考え方の下に成り立つ）。
生物学や生理学では要素に還元することなく全体を把握するためには、要素以外の原理を必要とすることから、しばしば生気論と結びついてきた。この生気論は、生命現象は物理や化学の法則のみでは説明できない独特の原理があるという考え方であるが、これによって科学的に説明することになるかどうかには、よくわからない問題がある。

## 全体主義
社会学においては、社会は単なる個人の集合でなく、独自のあり方を持っており、個人が社会に規定されている面のほうが多いと考えられている。この考え方が発展したのが全体主義である。

## 参考書籍
- 広辞苑（第5版、岩波書店）
- 世界大百科事典（平凡社）